# Yura Halim

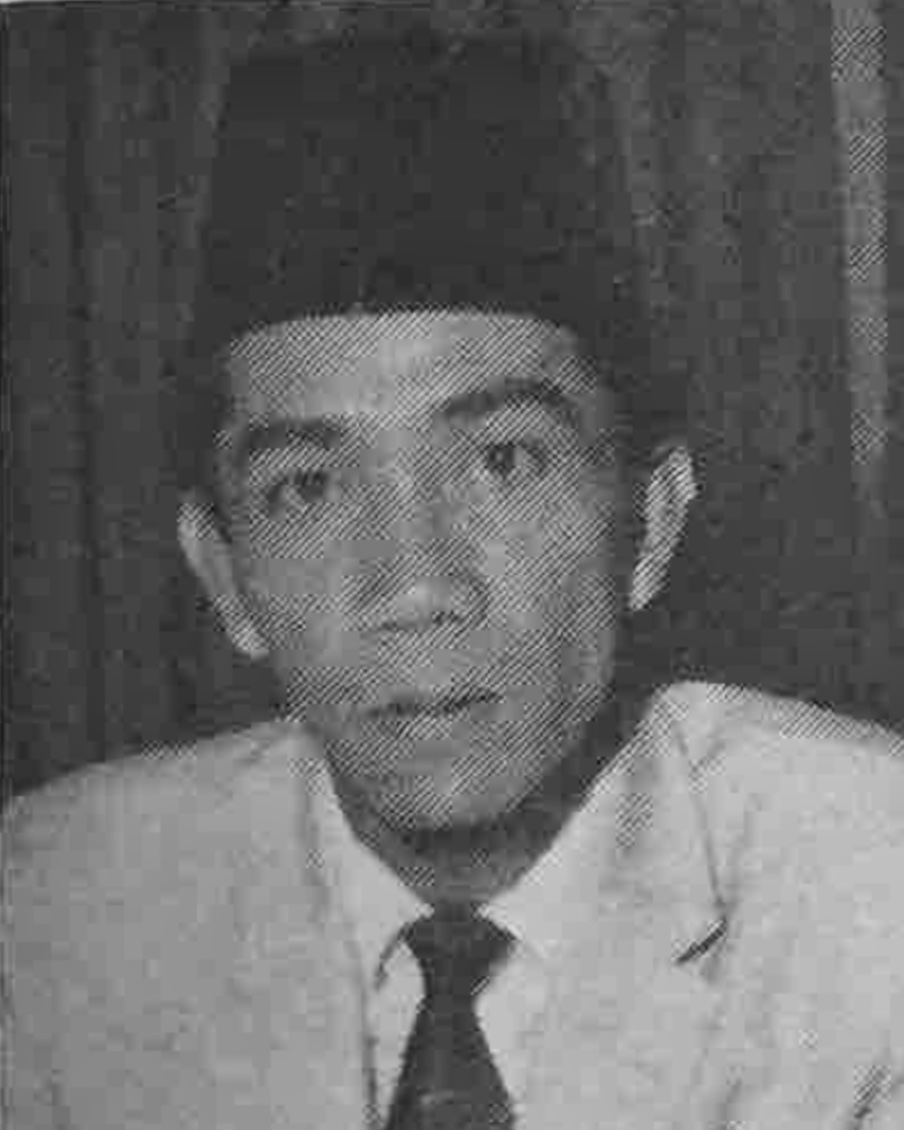
Pengiran Yusuf en 1965.

Pengiran Muhammad Yusuf bin Abdul Rahim (n. en Tutong, Brunéi el 2 de mayo de 1923 – 11 de abril del 2016), cuyo seudónimo era Yura Halim, fue un político, funcionario, diplomático y escritor bruneano. Fue Jefe de Ministros de Brunéi entre 1967 y 1972 y además es el autor del himno nacional de su país, Allah Peliharakan Sultan, escrito en 1947. Esta canción fue adoptada como himno nacional en 1951, cuando el país era aún un protectorado británico. Halim perteneció por muchos años del Concejo Legislativo de Brunéi, siendo miembro activo del mismo hasta su muerte en el 2016.

## Carrera
Asistió a clases en la escuela Bukit Bendera Malay School en Tutong, desde los diez años hasta el quinto grado. En 1939, comenzó a formarse como profesor en esa misma escuela, la cual se llama actualmente Muda Hashim Secondary School. Luego tomó cursos para convertirse en maestro del colegio Sultan Idris Teachers College en Perak, Malasia británica. Luego de la invasión japonesa en Malasia en 1941, fue transferido a Kuching, en el estado de Sarawak, para estudiar el idioma japonés.
En 1944, comenzó sus estudios avanzados en idioma japonés en la Escuela Internacional Kokusai Gakuyukai en Tokio. En abril de 1945 comenzó a estudiar en la Universidad de Hiroshima. El 6 de agosto de 1945 sobrevivió a la bomba atómica de Hiroshima, que explotó mientras se encontraba estudiando en la universidad. Fue uno de los únicos tres estudiantes del Sudeste Asiático que sobrevivieron a las bombas de Hiroshima y Nagasaki. Los otros dos sobrevivientes fueron Abdul Razak, quien luego fue profesor de japonés en Malasia, y Hasan Rahaya, un político indonesio.
Halim regresó a Brunéi luego del fin de la Segunda Guerra Mundial, y trabajó como docente en la escuela Kuala Belait Malay School. En 1954 estudió Administración Pública en el South Devon Technical College en Devon, Inglaterra.
En 1957 comenzó a desempeñarse como oficial en la Oficina de Información. En 1962, fue designado como Vicesecretario de Estado y Director de Difusión e Información, cargo que mantuvo entre 1962 y 1964.
En 1964 fue designado Secretario de Estado y en 1965 fue nombrado Jefe de Ministros interino de Brunéi. En 1967 fue confirmado en este cargo de forma permanente. Este cargo, también denominado Menteri Besar, lo ejerció entre 1967 y 1972. Se retiró del servicio civil en su país en 1973.
En 1995, fue designado Alto Comisionado de Brunéi en Malasia por el Sultán Hassanal Bolkiah. En 2001 fue nombrado embajador en Japón.
El 22 de abril de 2013 le fue otorgado un doctorado honoris causa de la Universidad de Hiroshima por promover la paz y las relaciones bilaterales entre Brunéi y Japón, siendo el primer bruneano en recibir tal distinción.
Falleció el 11 de abril de 2016 en su residencia en  Kandang Sengkarai en Tutong, a los 92 años de edad.